# Küstendorf
Küstendorf, også kendt som  Drvengrad, er en bjerglandsby nær Mokra Gora i Serbien, nær grænsen til Bosnien-Hercegovina. Filmskaberen Emir Kusturica byggede landsbyen til sin film Livet er et Vidunder.
Filminstruktøren har udelukkende boet der siden 2005. 

## Bybygning
Der er et fotogalleri, bibliotek, biograf, bageri, kunstbutik, svømmebad,  fitnesscenter, gavebutik samt Stanley Kubrick Teater.
2010 blev statuen af Johnny Depp afsløret under et besøg.
Gaderne er opkaldt efter Che Guevara, Diego Maradona, Novak Djokovic og Ivo Andric.
Emir Kusturica sagde: „Jeg mistede min by under krigen. Derfor ville jeg bygge min egen landsby, kystlandsby. Jeg drømmer om et åbent sted med kulturel mangfoldighed, der modstår globalisering.“
Den årlige Küstendorf Film- og Musikfestival finder sted der.